# Толстохвостая соня
Толстохвостая соня (лат. Graphiurus crassicaudatus) — вид грызунов рода африканские сони семейства соневые. Встречается в Камеруне, Кот-д'Ивуаре, Гане, Либерии, Нигерии и Того, а также, возможно, в Бенине, Экваториальной Гвинее и Сьерра-Леоне. Естественная среда обитания — субтропические и тропические влажные низменные леса.